# Pichat
A pichat egy csevegőprogram ill. csevegőprotokoll, ami internetes kommunikációt tesz lehetővé.

## Leírás
Kliens–szerver alapú kommunikációt tesz lehetővé, amely egyidőben kétirányú kommunikációt valósít meg. Sok különböző formátumot támogat. (például szöveg formátum és XML).
Általában, mint közösségi csevegő rendszert használják, a helyi hálózatok üzenetküldőiként vagy webchatként.
A pichat program arra kérdésre ad választ, hogy hogyan tudunk összekötni néhány egyszerű és intelligens klienst. Ebből következik, hogy a munka oroszlán részét a szerver végzi, ami komoly hardver erőforrást igényel a szerver oldalon. Egy egyszerű Chat-kliens például C4 a közvetlenül megkapott adatinformációt elemzés nélkül mutatja.
A program a TCP/IP protokollt használja üzenetei továbbításához. Az alapértelmezett port egy pichat szerverrel való kommunikációhoz a TCP 9009.
A felhasználói létrehozhatják saját internetes csevegőprogramjukat az Interneten vagy akár az otthoni hálózatokon. Semmit sem kell letölteni, csak egy böngészőre van szükség a használatához.
Alternatívaként egy Telnet program használatával is lehet hozzá csatlakozni. A referencia kivitelezés a "Pichat"-nek van egy integrált "webchat és "TELNET" asszisztenciája. Van egy integrált Webszerver az adatcseréhez is. Szintén van fejlesztői csomag SDK ( Linux és Windows-ra), amely kibővíti a "Chat"-et a beépülő modulokkal.

## Történelem
Mark Seuffert 2002-ben publikálta először a pichat szoftvert, amelyre nagy hatással voltak a csevegő programok mint az IRC, ICQ és a szerver-kliens alapú technológiák. A web felületet 2004-ben kapott, ami egy 1998-as prototípuson alapult. A csevegő szoftver C++ nyelven íródott.Új csevegő szolgáltatások és beépülő modulokat David Fehrmannnal együtt fejlesztették. A pichat szerverek leginkább Európában vannak néhány kivételtől eltekintve.

## Tulajdonságok
A "pichat" szoftver a következő funkciókat ajánlja:
- regisztrált és nem regisztrált felhasználók
- néhány Csevegőszoba, ami tartalmaz konferencia és moderált szobákat
- Szövegformátum smileykkal, grafika és színek
- beépített webfelület, kiterjeszthető sablonokkal (HTML, CSS, JavaScript)
- Web chat Streaminggel (Server-Push and Browser-Pull)
- alacsony igények a processzor és a hálózati forgalom tekintetében (Streaming, data compression)
- néhány Operációs Rendszer (Linux és Microsoft Windows)
- néhány nyelv, nemzetközi irányzat (Német, Angol, Svéd, stb.)
- hozzáadható nyelvek a "webchat"-en, amik betölthetők a Kliensbe (Chat szerver le van fordítva magyar, bolgár és francia nyelvekre)
- Plugin támogatás (C++)
- Csevegő szobák naplózása közvetlenül a felhasználó felületnél és a beépülő modulokkal a szerveren történik

## Külső hivatkozások
- Hivatalos honlap: https://web.archive.org/web/20060118093349/http://www.pichat.net/
- https://web.archive.org/web/20091001211936/http://pichat-wiki.de/start_hu
- https://web.archive.org/web/20090215000104/http://www.pichat.net/documentation/pichat_features?language=en
- C4 – Apró csevegő program